# Avion cu fuzelaj îngust

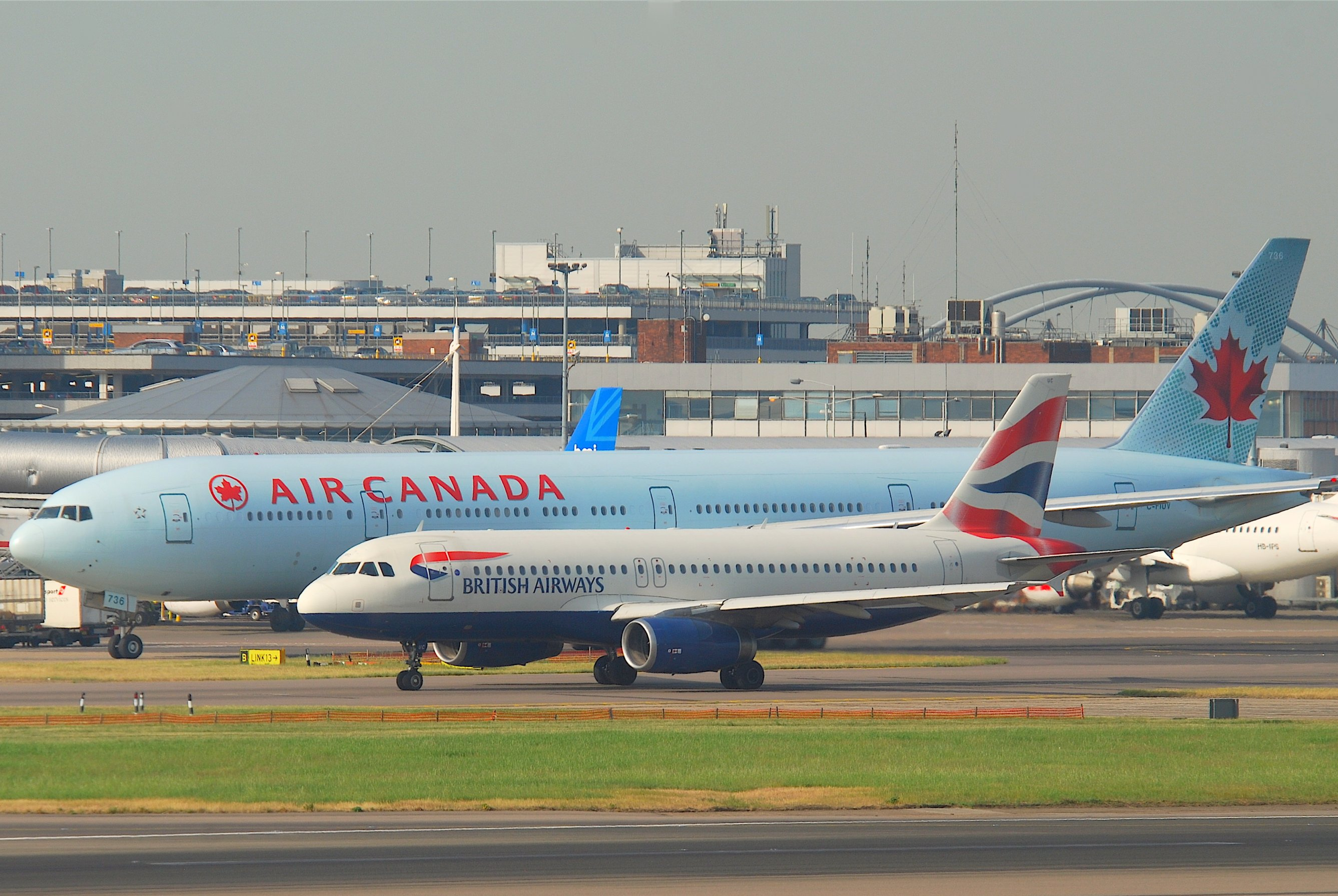
În prim-plan un Airbus 320 (aeronavă cu fuzelaj îngust), iar mai în spate o aeronavă Boeing 777 (cu fuzelaj lărgit).

Un avion cu fuzelaj îngust (în engleză narrow-body aircraft sau single-aisle aircraft) este o aeronavă având fuzelajul cu diametru redus, sub 4 m și care permite până la 6 scaune pe rând (3+3) separate de un singur culoar de trecere. Spre deosebire de avioanele cu fuzelaj lărgit (widebody) acestea pot transporta până la 295 pasageri, recordul fiind deținut de Boeing 757–300.

## Aeronave cu fuzelaj îngust și 6 locuri/rând
| Model                   | Țara | Perioada de producție | Diametru fuselj | Dimensiunea cabinei | Nr. maxim de locuri |
| ----------------------- | ---- | --------------------- | --------------- | ------------------- | ------------------- |
| Airbus A320 family      | EU   | 1986–                 | 395 cm (156 in) | 370 cm (150 in)     | 236                 |
| Hawker Siddeley Trident | UK   | 1962-1978             | 344 cm (135 in) |                     | 180                 |
| Boeing 707/Boeing 720   | USA  | 1958–1979             | 376 cm (148 in) | 354 cm (139 in)     | 219                 |
| Boeing 727              | USA  | 1963–1984             | 376 cm (148 in) | 356 cm (140 in)     | 189                 |
| Boeing 737              | USA  | 1966–                 | 376 cm (148 in) | 354 cm (139 in)     | 220                 |
| Boeing 757              | USA  | 1981–2004             | 376 cm (148 in) | 354 cm (139 in)     | 295                 |
| Bristol Britannia       | UK   | 1952-1960             |                 |                     | 139                 |
| Comac C919              | CH   | 2016-                 | 396 cm (156 in) | 390 cm (150 in)     | 174                 |
| Dassault Mercure        | FR   | 1971-1975             | 390 cm (150 in) |                     | 162                 |
| Douglas DC-8            | USA  | 1958–1972             | 373 cm (147 in) | 335 cm (132 in)     | 269                 |
| Irkut MC-21             | RU   | 2017-                 | 406 cm (160 in) | 381 cm (150 in)     | 230                 |
| Ilyushin Il-62          | RU   | 1963-1995             |                 |                     | 186                 |
| Lockheed L-188 Electra  | USA  | 1957–61               |                 |                     | 98                  |
| Tupolev Tu-114          | RU   | 1958–1963             | 420 cm (170 in) |                     | 220                 |
| Tupolev Tu-154          | RU   | 1968–2013             | 380 cm (150 in) |                     | 180                 |
| Tupolev Tu-204          | RU   | 1990-                 | 380 cm (150 in) | 357 cm (141 in)     | 215                 |
| Tupolev Tu-334          | RU   | 1999–2009             |                 |                     | 102                 |
| Vickers VC10            | UK   | 1962–1970             | 375 cm (148 in) |                     | 151                 |

## Aeronave cu fuzelaj îngust și 5 locuri/rând
| Model                           | Țara | Perioada de producție | Diametru fuselj | Dimensiunea cabinei | Nr. maxim de locuri |
| ------------------------------- | ---- | --------------------- | --------------- | ------------------- | ------------------- |
| Antonov 148                     | UKR  |                       |                 |                     |                     |
| BAC One-Eleven                  | UK   |                       |                 | 320 cm (130 in)     |                     |
| British Aerospace 146           | UK   |                       | 350 cm (140 in) |                     |                     |
| Bombardier CSeries              | CAN  |                       |                 | 328 cm (129 in)     |                     |
| Comac ARJ21                     | CH   |                       |                 | 314 cm (124 in)     |                     |
| Convair 880/Convair 990         | USA  |                       |                 | 325 cm (128 in)     |                     |
| de Havilland Comet              | UK   |                       |                 |                     |                     |
| Fokker F28/Fokker 70/Fokker 100 | ND   |                       | 330 cm (130 in) |                     |                     |
| Douglas DC-9/MD-80/MD-90/B717   | USA  |                       | 340 cm (130 in) |                     |                     |
| Sukhoi Superjet 100             | RU   |                       |                 | 323 cm (127 in)     |                     |
| Sud Aviation Caravelle          | FR   |                       |                 |                     |                     |
| Boeing 377 Stratocruiser        | USA  |                       |                 |                     |                     |
| Douglas DC-4                    | USA  |                       |                 |                     |                     |
| Douglas DC-6                    | USA  |                       |                 |                     |                     |
| Douglas DC-7                    | USA  |                       |                 |                     |                     |
| Ilyushin Il-18                  | RU   |                       |                 |                     |                     |
| Lockheed Constellation          | USA  |                       |                 |                     |                     |
| Vickers Viscount                | UK   |                       |                 |                     |                     |

## Aeronave cu fuzelaj îngust și 4 locuri/rând
| Model                | Țara  | Perioada de producție | Diametru fuselj | Dimensiunea cabinei | Nr. maxim de locuri |
| -------------------- | ----- | --------------------- | --------------- | ------------------- | ------------------- |
| Antonov An-24        | UKR   |                       |                 |                     |                     |
| ATR 42/ATR 72        | FR/IT |                       |                 |                     |                     |
| Fokker 50            | ND    |                       |                 |                     |                     |
| Bombardier Dash 8    | CAN   |                       |                 |                     |                     |
| Bombardier CRJ       | CAN   |                       |                 |                     |                     |
| Concorde             | FR/UK |                       |                 |                     |                     |
| Convair CV-240       | USA   |                       |                 |                     |                     |
| Douglas DC-3         | USA   |                       |                 |                     |                     |
| Embraer E-Jet family | BR    |                       |                 |                     |                     |
| Tupolev Tu-124       | RU    | 1960–1965             |                 | 2.7 m               | 56                  |
| Tupolev Tu-134       | RU    | 1966–1984             | 2.9 m           | 2.71 m              | 84                  |
| Tupolev Tu-144       | RU    |                       |                 |                     |                     |

## Aeronave cu fuzelaj îngust și 3 locuri/rând
| Model                  | Țara | Perioada de producție | Diametru fuselj | Dimensiunea cabinei | Nr. maxim de locuri |
| ---------------------- | ---- | --------------------- | --------------- | ------------------- | ------------------- |
| BAe Jetstream 41       | UK   |                       |                 |                     |                     |
| Embraer EMB 120        | BR   |                       |                 |                     |                     |
| Embraer ERJ 145 family | BR   |                       |                 |                     |                     |
| Saab 340/Saab 2000     | SWE  |                       |                 |                     |                     |
| Shorts 360             | IRL  |                       |                 |                     |                     |